# (6673) Degas
(6673) Degas ist ein Asteroid des inneren Hauptgürtels, der am 25. März 1971 von dem niederländischen Astronomenehepaar Cornelis Johannes van Houten und Ingrid van Houten-Groeneveld entdeckt wurde. Die Entdeckung geschah im Rahmen der 1. Trojaner-Durchmusterung, bei der von Tom Gehrels mit dem 120-cm-Oschin-Schmidt-Teleskop des Palomar-Observatoriums aufgenommene Feldplatten an der Universität Leiden durchmustert wurden, elf Jahre nach Beginn des Palomar-Leiden-Surveys. Sichtungen des Asteroiden hatte es vorher schon gegeben: am 5. November 1942 unter der vorläufigen Bezeichnung 1942 VL am Iso-Heikkilä-Observatorium der Universität Turku und am 9. August 1953 (1953 PG1) am Krim-Observatorium in Simejis.
Mittlere Sonnenentfernung (große Halbachse), Exzentrizität und Neigung der Bahnebene von (6673) Degas liegen innerhalb der jeweiligen Grenzwerte, die für die Nysa-Gruppe definiert sind, einer nach (44) Nysa benannten Gruppe von Asteroiden (auch Hertha-Familie genannt, nach (135) Hertha).
Der mittlere Durchmesser von (6673) Degas wurde mithilfe des Wide-Field Infrared Survey Explorers (WISE) mit circa 12,5 km berechnet. Mit einer Albedo von 0,03 hat er eine dunkle Oberfläche.
Der Asteroid wurde am 4. April 1996 nach dem französischen Maler und Bildhauer Edgar Degas (1834–1917) benannt. Nach Degas war schon 1979 ein Einschlagkrater auf der nördlichen Hemisphäre des Planeten Merkur benannt worden: Merkurkrater Degas.